# Střítež nad Bečvou
Střítež nad Bečvou (in tedesco Strietesch) è un comune della Repubblica Ceca facente parte del distretto di Vsetín, nella regione di Zlín.